# Redunca bohor

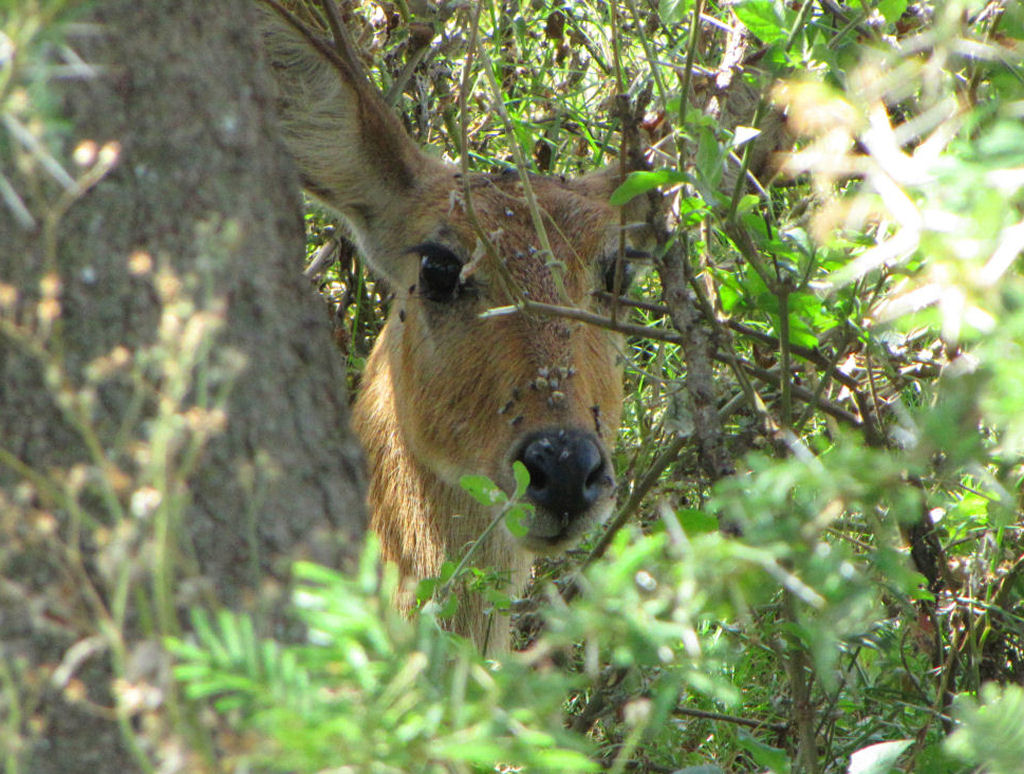
Un exemplar s'amaga entre els arbustos al Serengeti.

El redunca bohor (Redunca redunca) és un antílop nadiu de l'Àfrica central, que viu principalment en herbassars a prop de l'aigua.
El nom científic de les redunques és Redunca redunca. L'animal es col·loca sota el gènere Redunca i en la família Bovidae. Va ser descrit per primera vegada pel zoòleg i botànic alemany Peter Simon Pallas l'any 1767.
És de color vermellós, amb àrees més clares a la part del darrere i una regió ventral blanca. Els mascles poden pesar fins a 55 kg i tenen banyes corbes que apunten cap endavant.

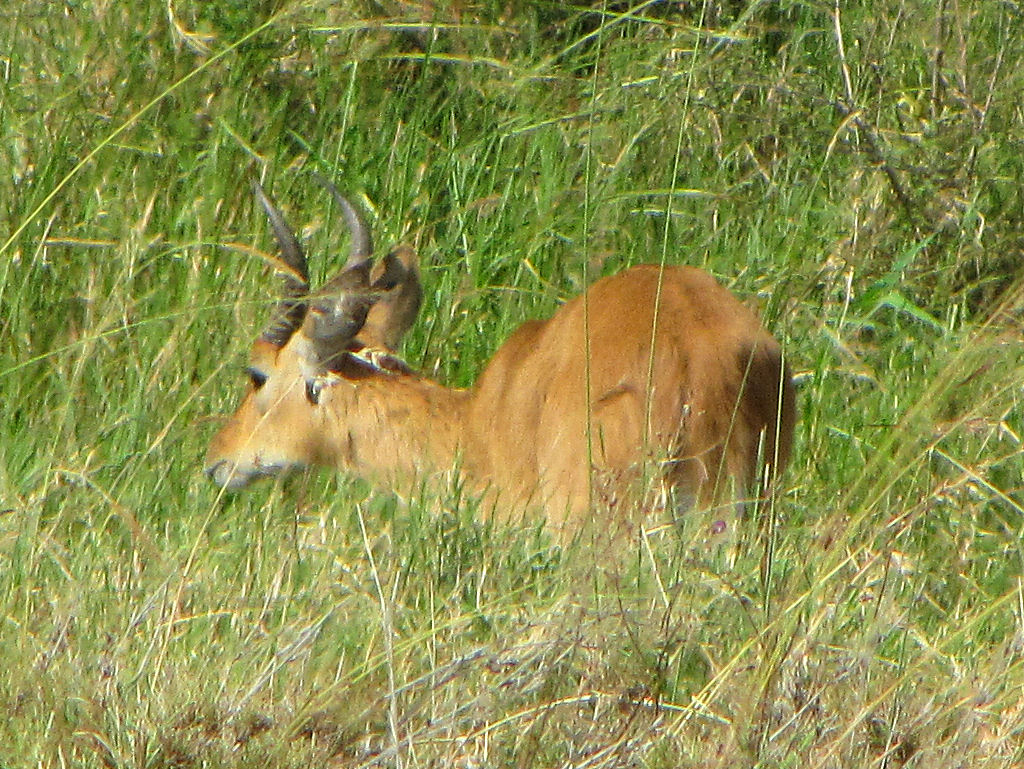
Un mascle al Serengeti (Tanzània)

Els redunques bohors viuen en grups petits que es componen d'uns pocs individus, o en solitari. És un dels molts animals de l'Àfrica central que roman actiu durant el dia però que es refugia en àrees més fresques durant els pics de temperatura de cada dia.
És principalment un pasturador nocturn, tot i que també pot alimentar-se durant el dia. Un estudi va demostrar que l'alimentació va assolir el màxim a l'alba i a la tarda. A la nit, es van tornar a observar dos pics d'alimentació: al capvespre i a mitjanit.

## Subespècies
Hi ha cinc subespècies de redunka reconegudes:
- R. r. bohor Rüppell, 1842: També conegut com el reedbuck bohor d'Abyssini. Es troba al sud-oest, l'oest i el centre d'Etiòpia i el Nil Blau (Sudan).
- R. r. cottoni (W. Rothschild, 1902): Es troba al Sudds (Sud del Sudan), al nord-est de la República Democràtica del Congo i probablement al nord d'Uganda. R. r. donaldsoni és un sinònim..
- R. r. nigeriensis (Blaine, 1913): Aquesta subespècie es troba a Nigèria, el nord del Camerun, el sud del Txad i la República Centreafricana.
- R. r. redunca (Pallas, 1767):La seva distribució s'estén des del Senegal a l'est fins al Togo. Habita a les sabanes del nord d'Àfrica. La relació d'aquesta subespècie amb R. r. nigeriensis no està clara.
- R. r. wardi (Thomas, 1900): Es troba a Uganda, l'est de la República Democràtica del Congo i l'est d'Àfrica. R. r. Ugandae i R. r. tohi són sinònims.